# مینامی هیناتا
می‌نامی هیناتا (انگلیسی: Minami Hinata ) صداپیشه اهل ژاپن است. وی از سال ۲۰۲۰ میلادی تاکنون مشغول فعالیت در صنعت انیمه ژاپن بوده‌ است. از آثار او می‌توان به صدا پیشگی Bojji در انیمه ranking of Kings نام برد.